# Alceste Borella
Alceste Borella (Milano, 1862 – Milano, 5 giugno 1910) è stato un editore e imprenditore italiano.

## Biografia
Nato dalla nobile, e facoltosa, famiglia milanese e bergamasca dei Borella, residenti nella Casa Borella sita tra la Galleria Vittorio Emanuele e il Duomo di Milano, poi acquistata dagli editori di musica Ricordi, Alceste Borella fu uno dei fondatori, a Milano, nel 1897, con un capitale sociale di 60.000 lire, della casa editrice Baldini&Castoldi e C. (ora Baldini Castoldi Dalai Editore, insieme ad Ettore Baldini, Antenore Castoldi e al poeta Gian Pietro Lucini, che rilevarono il catalogo (più di 500 titoli) e le due librerie di Galleria Vittorio Emanuele dell'editrice Galli.
Il Borella fu tra i soci quello che fornì il maggiore capitale liquido impiegando le rendite derivanti dalla vendita di alcuni beni aviti siti Milano tra le quali le quote dell'albergo di proprietà della famiglia sito alle spalle del Duomo.
Già titolare di una propria casa edititrice, bene introdotto nella buona società milanese del tempo, fu amicissimo del poeta Gian Pietro Lucini e il maggiore artefici dello sviluppo della casa editrice Baldini & Castoldi.
Morì a Milano nel 1910 e le quote della casa editrice Baldini & Castoldi vennero cedute dagli eredi ai Baldini.